# Marthabräu
Koordinaten: 48° 10′ 57,6″ N, 11° 15′ 7″ O
Marthabräu ist eine ehemalige Biermarke aus Fürstenfeldbruck, deren Brauanlage heute von der König Ludwig Schlossbrauerei Kaltenberg genutzt wird.

## Geschichte
Die 1573 gegründete Brauerei wurde nach dem Vornamen des ersten Besitzers „Martin“ oder „Marthe“ im Lauf der Zeit zum Marthabräu.
1835 wurde die Brauerei von der Familie Mayr übernommen und blieb bis 1960 im Familienbesitz.
Vor dem Zweiten Weltkrieg produzierte der Betrieb unter Führung der Besitzerin Julie Mayr 10.000 Hektoliter jährlich und war 1939 der größte Gewerbesteuerzahler in Fürstenfeldbruck. Die gläubige Katholikin Mayr gehörte nicht der NSDAP an; sie starb am 11. Februar 1960 und vererbte die Brauerei an die Erzbischöfliche Klerikalstiftung.
1980 erfolgte die Fusion mit der Schlossbrauerei Kaltenberg, die seitdem dort ihren Hauptsitz hat und weiter Bier braut. In Fürstenfeldbruck werden die Weißbiersorten Hell, Dunkel, Kristall, Leicht und Alkoholfrei gebraut.

## Marthabräuhalle

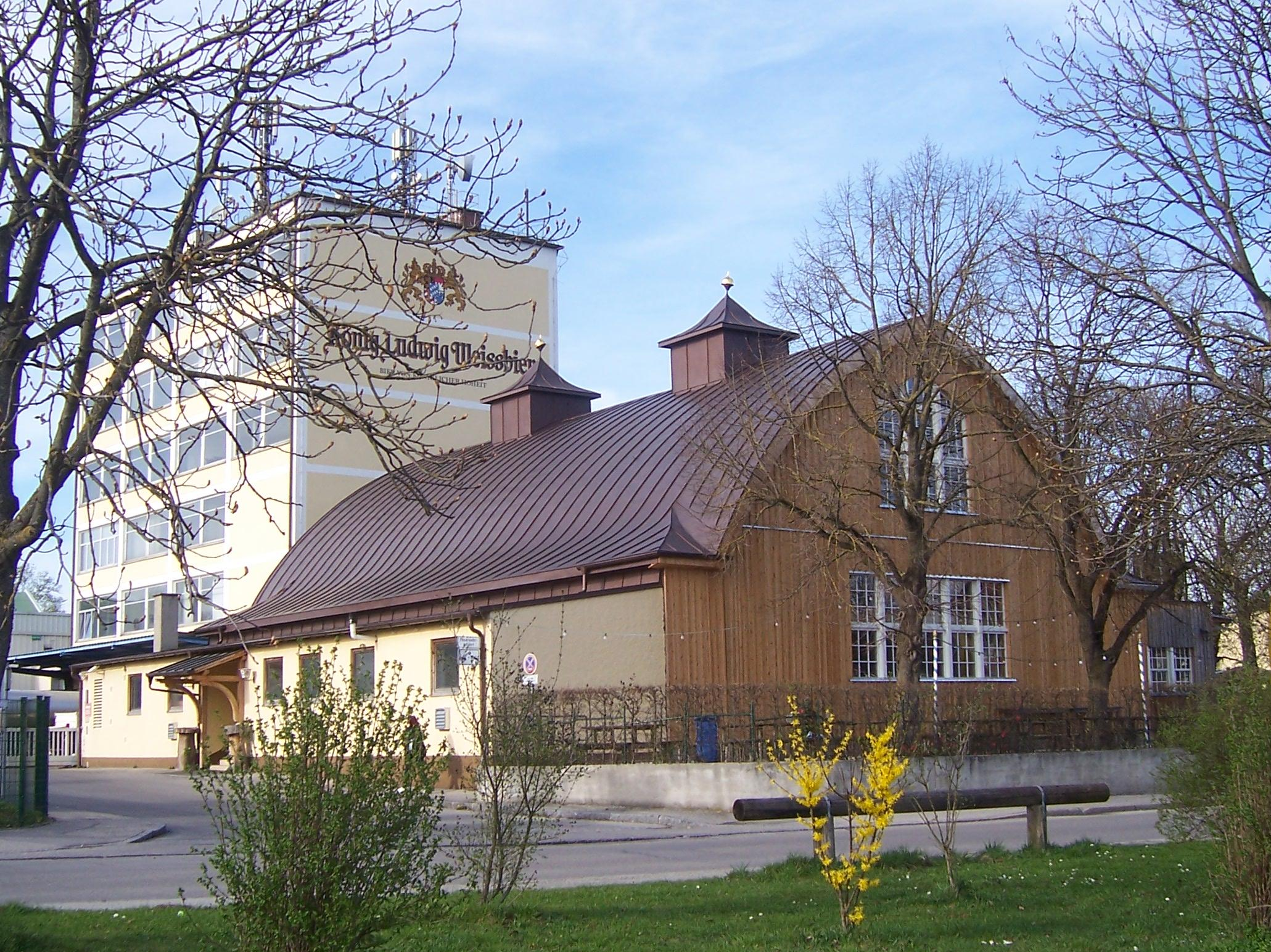
Marthabräuhalle

1925 wurde am Rand des Biergartens gebaut. Seit 1992 ist die Marthabräuhalle denkmalgeschützt.

### Planung und Bau
Die Brauereibesitzerin Julie Mayr beauftragte Anfang des Jahres 1925 den Architekten Adolf Voll mit dem Bau einer Festhalle westlich des Bierkellers ihrer Brauerei.
Am 25. Mai 1925 genehmigte der Magistrat der Stadt den Plan für die Errichtung der Sommerhalle.
Nach einer Bauzeit von 6 Wochen erfolgte anlässlich des 1. Oberbayerischen Bezirks-Sport- und Schwimm-Festes und des 40. Gründungsfestes des Turnvereins Fürstenfeldbruck am 27. Juni 1925 die Einweihung. Drei Monate später kamen dann noch Küche, Schenke und Veranda hinzu.

### Konstruktion
Die ganz aus Holz gebaute Halle ist mit einem Zollingerdach über eine Spannweite von 13,98 m freitragend in einer Holzwabenstruktur ausgeführt und kommt dementsprechend ohne Stützen und Streben aus.
Die Halle bietet bei 25 m Länge und bis 11 m Höhe für bis zu 600 Personen Platz. Zwei Dachreiter sorgen für die Entlüftung.